# Josef Škvařil
Generálporučík doc. MUDr. Josef Škvařil (15. dubna 1901 Brno – 13. února 1979 Praha), byl český chirurg, za 2. světové války účastník československého zahraničního odboje na východní frontě. Po válce byl velitelem zdravotní služby československé armády a v letech 1958 až 1959 byl náčelníkem Ústřední vojenské nemocnice.

## Život
Jeho otec pracoval v První brněnské strojírně. Josef Škvařil v letech 1923 až 1930 studoval na Lékařské fakultě Masarykovy univerzity v Brně. Od roku 1935 byl asistentem na brněnské chirurgické klinice. Od roku 1938 byl zástupcem primáře chirurgického oddělení olomoucké nemocnice. V roce 1939 se stal šéfem chirurgického a gynekologického oddělení státní nemocnice v Teheránu, kde návazal styk se sovětským vyslanectvím a po napadení SSSR nacistickým Německem se přihlásil jako dobrovolník do Rudé armády. V SSSR pracoval nejprve jako vedoucí chirurg odsunové nemocnice v Kujbyševě a později v Botkinově nemocnici v Moskvě. V roce 1944 se stal hlavním chirurgem polní chirurgické nemocnice “Praga” při 1. československém armádním sboru. Od roku 1946 do roku 1950 byl přednostou zdravotníckého odboru ministerstva národní obrany. Dne 19. února 1947 byl jmenován do hodnosti generála zdravotnictva. Od 15. srpna 1950 byl velitelem zdravotní služby československé armády. V roce 1957 habilitoval v oboru organizace a taktiky vojenského zdravotnictví a válečné chirurgie. V letech 1958 až 1959 byl náčelníkem Ústřední vojenské nemocnice.

## Dílo
- Organizace neodkladné chirurgické pomoci. Praha, Státní zdravotnické nakladatelství 1961;
- Podíl sovětského lidu na výstavbě zdravotnictví v SSSR: materiál pro referenty ČČK. Praha, Československý Červený kříž 1955;
- V. I. Lenin a Červený kříž. Praha, Štátne zdravotnicke nakladat’elstvo 1958.

## Vyznamenání
- Medaile za vítězství nad Německem ve Velké vlastenecké válce 1941–1945[2]

- Řád rudé zástavy[1][5]
- Československý vojenský řád Bílého lva „Za vítězství“[1]
- Řád rudé hvězdy[2]
- Československý válečný kříž 1939[2]